# Pyrgocyphosoma serravallense
Pyrgocyphosoma serravallense är en mångfotingart som beskrevs av Karl Wilhelm Verhoeff 1936. Pyrgocyphosoma serravallense ingår i släktet Pyrgocyphosoma och familjen knöldubbelfotingar. Inga underarter finns listade i Catalogue of Life.